# Martín Calle (actor)
Martín Calle Baquerizo (Guayaquil, 24 de enero de 1976) es un actor y cantante ecuatoriano.

## Biografía
Participó en la 1997 en el programa Chispazos y en la serie infantil Manzana 12 de SíTV, Luego participó en varios programas de Ecuavisa como Vivos (2001-2008), El secreto de Toño Palomino (2008), La Panadería (2009) y el El exitoso Lcdo. Cardoso (2009). En 2014 formó parte del elenco de la segunda temporada de ¡Así pasa! y protagonizó 3 familias.

## Filmografía

### Televisión
- Los García (2024) - Genaro Tomalá Concha

- Compañía 593 (2022-2023) - Jesús Zapata
- 3 familias (2014-2020) - Genaro Tomalá Concha / Generoso Tomalá Avelino
- ¡Así pasa! (2014) - Feolipe
- Puro Teatro (2011-2012) - Varios personajes
- El exitoso Lcdo. Cardoso (2009-2010) - Juan Manuel Cardoso / Gonzalo Martínez
- La Panadería (2009) - Varios personajes
- El secreto de Toño Palomino (2008-2009) - Antonio "Toño" Palomino
- Los HP (2004) - Martín
- Sin ánimo de ofender (1998)
- Manzana 12 (1995-1997)
- Chispazos (1997)